# Didier Petit

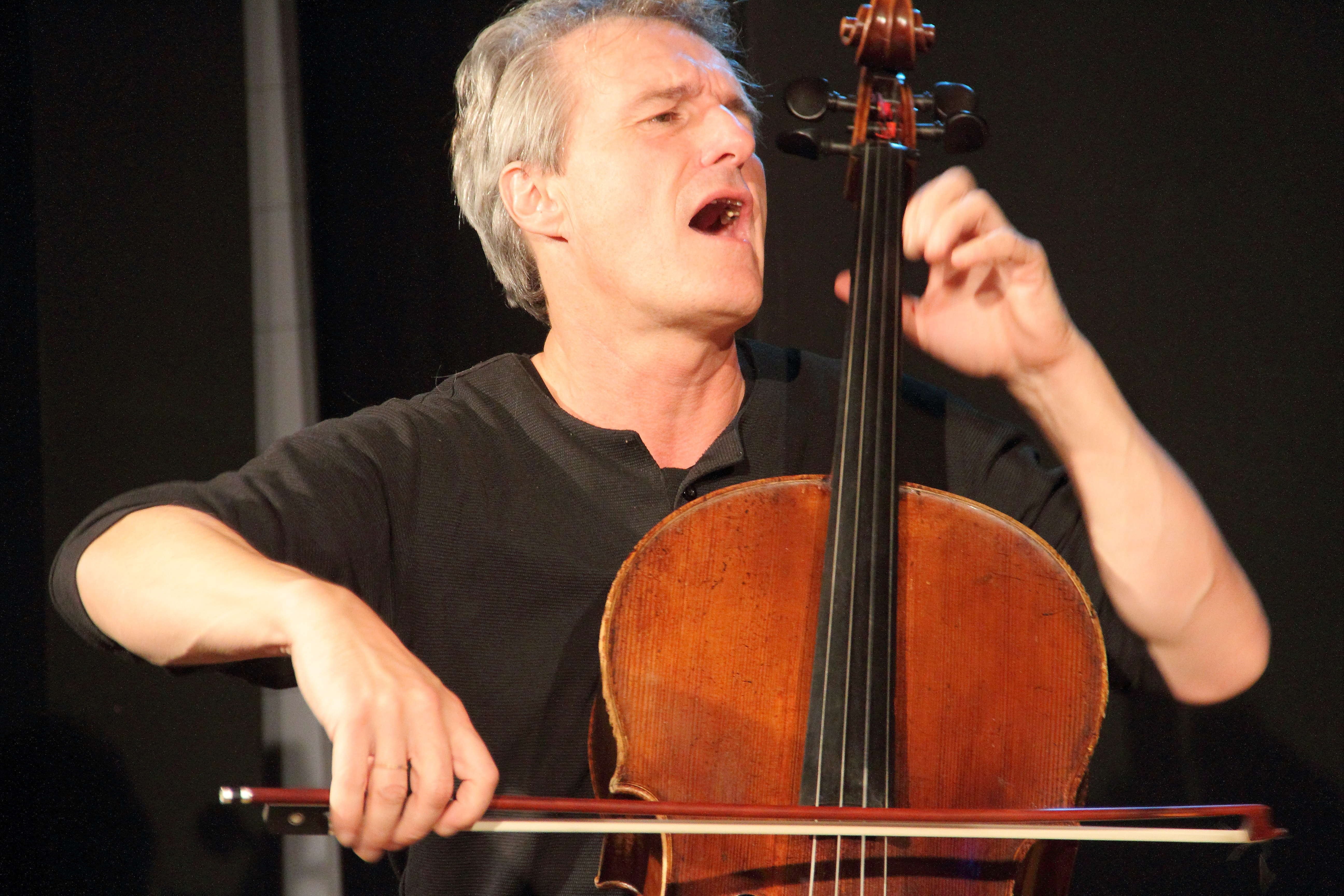
Mit dem East-West Trio im KULT Niederstetten, 2017

Didier Petit (* 1962) ist ein französischer Cellist und Komponist im Bereich des Jazz, der sich auch auf dem Gebiet der zeitgenössischen Musik betätigte.

## Leben und Wirken
Petit begann mit sechs Jahren Cello zu spielen; er besuchte das Konservatorium, bis er 15 Jahre alt war. Unter dem Eindruck eines Konzerts von Michel Portal und Bernard Lubat wandte er sich dem Jazz und der Improvisationsmusik zu. Er spielte zunächst im Celestrial Communication Orchestra von Alan Silva; 1990 gründete er das Label In Situ. In den folgenden Jahren spielte er u. a. mit Un Drame Musical Instantané, Vladimir Tarasov, Marilyn Crispell, Malcolm Goldstein, Carlos Zingaro, Raymond Boni, J. T. Bates, Jacques Di Donato, Carlos Andreu, François Tusques, Denis Colin, Benoît Delbecq, Fred Van Hove, Lê Quan Ninh, Iva Bittova, Jean-François Pauvros, Ramón López, Xu Fengxia, Jean-Marc Montera, Peter Scherr und Noël Akchoté. Er hatte ein Duo mit André Minvielle, danach mit dem norwegischen Schlagzeuger Terje Isungset; außerdem spielte er im Quartett von Sylvain Kassap und im Trio von Hélène Breschand, ferner mit Lucia Recio, Guillaume Roy und Hélène Labarrière. Unter eigenem Namen legte er 1989 das Album Sorcier  bei Leo Records vor, gefolgt von Déviation (2000).
Petit arbeitete ferner in verschiedenen Projekten mit Künstlern wie Jean-Yves Cousseau und Xavier Deshoulière, ferner mit den Schriftstellern und Schauspielern Stephane Olry, Michel Gillot, Jean-Michel Baudoin. Er war 1996 Gründungsmitglied des unabhängigen Labelzusammenschlusses Allumés du Jazz, gründete das Festival WormHoles und war 2011 musikalischer Leiter des Festival Sidération. Im Bereich des Jazz war er zwischen 1979 und 2010 an 31 Aufnahmesessions beteiligt. Mit Xu Fengxia und Sylvain Kassap bildet er seit 2010 das frei improvisierende East-West Trio.

## Diskographische Hinweise
- Didier Petit, Josh Berman, Jason Stein, Edward Perraud:  The Bridge Sessions: The Way Through (2021)